# Premis del Sindicat Nacional de l'Espectacle de 1946
Els sisens Premis Nacionals de Cinematografia concedits pel Sindicat Nacional de l'Espectacle corresponents a 1945 es van concedir el 1946. Es va concedir únicament a les pel·lícules i no pas al director o als artistes, i es va distingir per la seva dotació econòmica: un total d'1.800.000 pessetes, repartits en dos premis de 400.000 pessetes i quatre de 250.000 pessetes. Algunes d'elles havien estat declarades "d'interès nacional".

## Guardonats de 1946
| Categoria | Premi       | Pel·lícula premiada                 | Director                |
| --------- | ----------- | ----------------------------------- | ----------------------- |
| 1r. lloc  | 400.000 pts | Los últimos de Filipinas            | Antonio Fernández-Román |
| 2n lloc   | 400.000 pts | La pródiga                          | Rafael Gil              |
| 3r lloc   | 250.000 pts | Un drama nuevo                      | Juan de Orduña          |
| 4t lloc   | 250.000 pts | Aquel viejo molino                  | Ignasi F. Iquino        |
| 5è lloc   | 250.000 pts | Misión blanca                       | Juan de Orduña          |
| 6è lloc   | 250.000 pts | El crimen de la calle de Bordadores | Edgar Neville           |